# Sefardisk jødedom
Sefardisk jødedom bestod oprindelig af gruppen af spanske og portugisiske jøder og deres efterkommere (Sephardim), men betegnelsen bruges i dag også om jøder født i Israel.
Fra 1492 udviste Spaniens katolske monarker alle jøder fra landet som konsekvens af den kristne erobring af muslimernes sidste bastion, Granada, ved afslutningen på reconquista'en. Fordrivelsen blev fulgt op med nærgående sindelagskontrol under den spanske inkvisition. I 1497 udviste Kong Manuel 1. af Portugal ligeledes sin jødiske befolkning. De udviste jøder slog sig ned langs hele Middelhavskysten – gennemgående blandt de eksisterende, lokale samfund af orientalske jøder. Det traditionelle sprog for størstedelen af de sefardiske jøder var ladino, et romansk sprog.
Den sefardiske jødedom bliver som regel defineret som kontrasten til den ashkenaziske jødedom, som betegner jøder fra Tyskland og Østeuropa. Sefarderne skiller sig særligt fra ashkenazerne i ritualerne omkring Rosh Hashanah og Yom Kippur, i udtalen af hebraisk og aramæisk, i terminologibrug, i fortolkningen af Halakha og i en del liturgiske detaljer.